# 吉勒斯巴赫河
50°30′43.5″N 6°34′50.8″E / 50.512083°N 6.580778°E

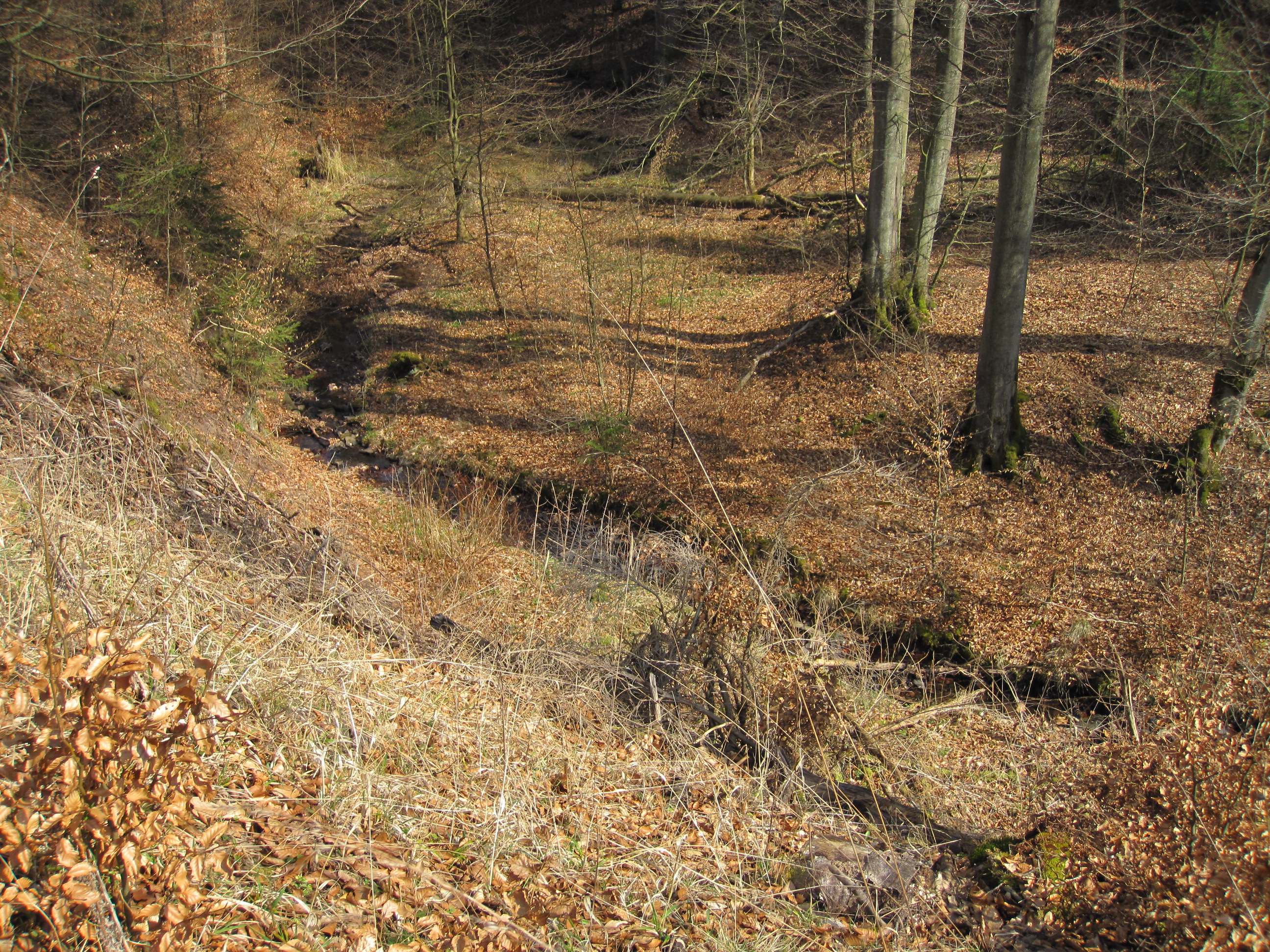

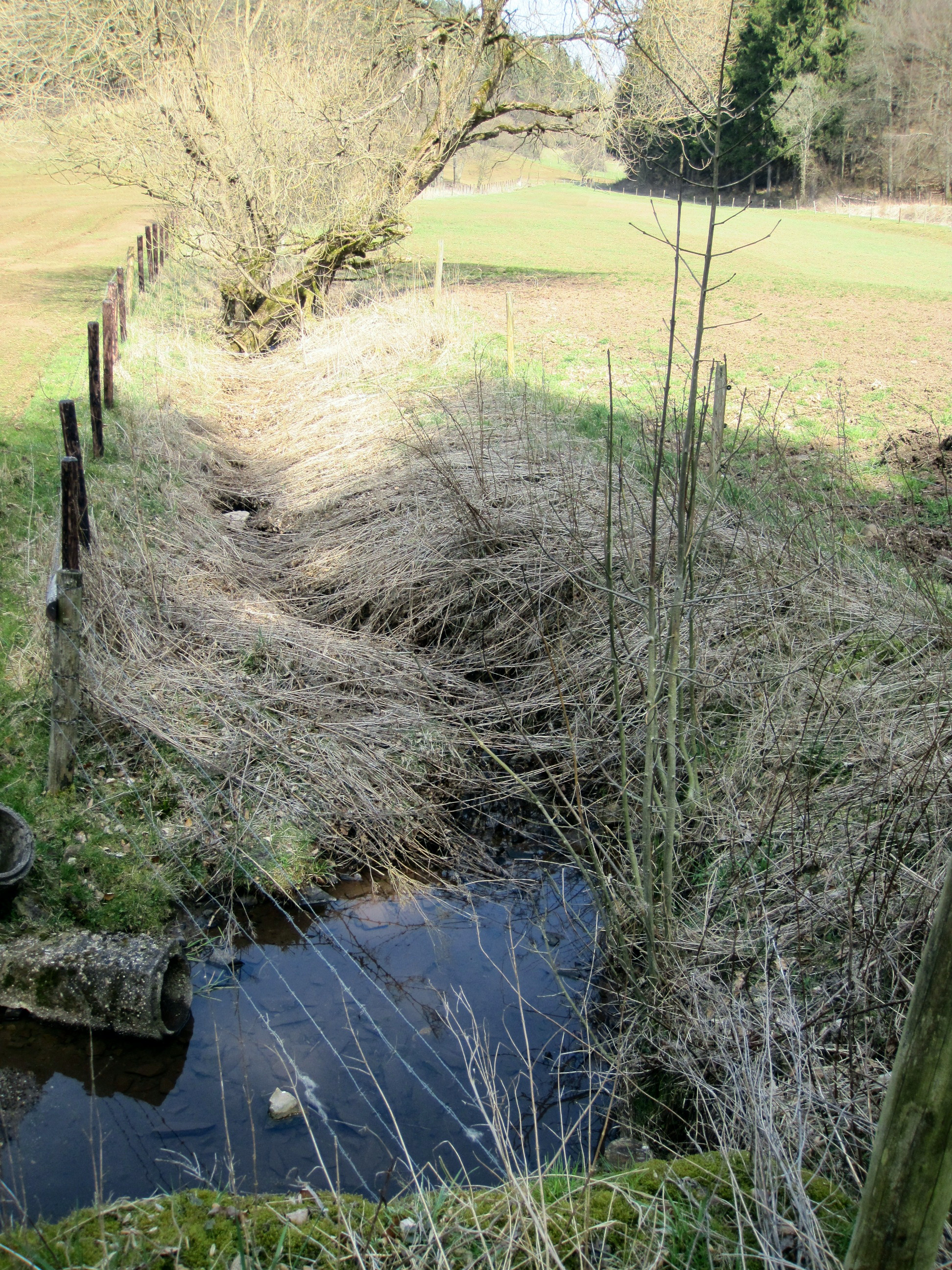

吉勒斯巴赫河（德語：Gillesbach），是德國的河流，位於該國西部，流經北萊茵-威斯特法倫州，屬於烏爾夫特河的左支流，河道全長6.6公里，流域面積15.6平方公里。